# Mesoleptus humilis
Mesoleptus humilis là một loài tò vò trong họ Ichneumonidae.